# Gyaritodes
Gyaritodes is een kevergeslacht uit de familie van de boktorren (Cerambycidae). De wetenschappelijke naam van het geslacht werd voor het eerst geldig gepubliceerd in 1947 door Breuning.

## Soorten
Gyaritodes omvat de volgende soorten:
- Gyaritodes bispinosus Breuning, 1960
- Gyaritodes inspinosus Breuning, 1947
- Gyaritodes javanicus Breuning, 1963
- Gyaritodes laosensis Breuning, 1963